# أليكس كلارك
أليكس كلارك (بالإنجليزية: Alex Clark) هو سياسي أمريكي، ولد في 22 مارس 1916 في إنديانابوليس في الولايات المتحدة، وتوفي في 14 فبراير 1991 في الأرجنتين. حزبياً، نشط في الحزب الجمهوري.